# Cidade de Deus
Cidade de Deus (z port. Miasto Boga) – część Dzielnicy Zachodniej w brazylijskim mieście Rio de Janeiro. Została wybudowana w 1960 roku z polecenia rządu Guanabary (dzisiejsze Rio de Janeiro) jako część planu mającego na celu usuwania faweli z centrum miasta i przenoszenia ich mieszkańców na przedmieścia.
W 1997 powstała powieść Miasto Boga autorstwa Paula Linsa ukazująca życie w tej dzielnicy, a w 2002 nakręcono na jej podstawie głośny film.

## Dane statystyczne
- Powierzchnia (2003): 1,2058 km²
- Liczba mieszkańców (2000): 38016
- Liczba mieszkań (2000): 10866
- Region administracyjny: XXXIV – Cidade de Deus